# Église Santa Maria della Pieve (Arezzo)

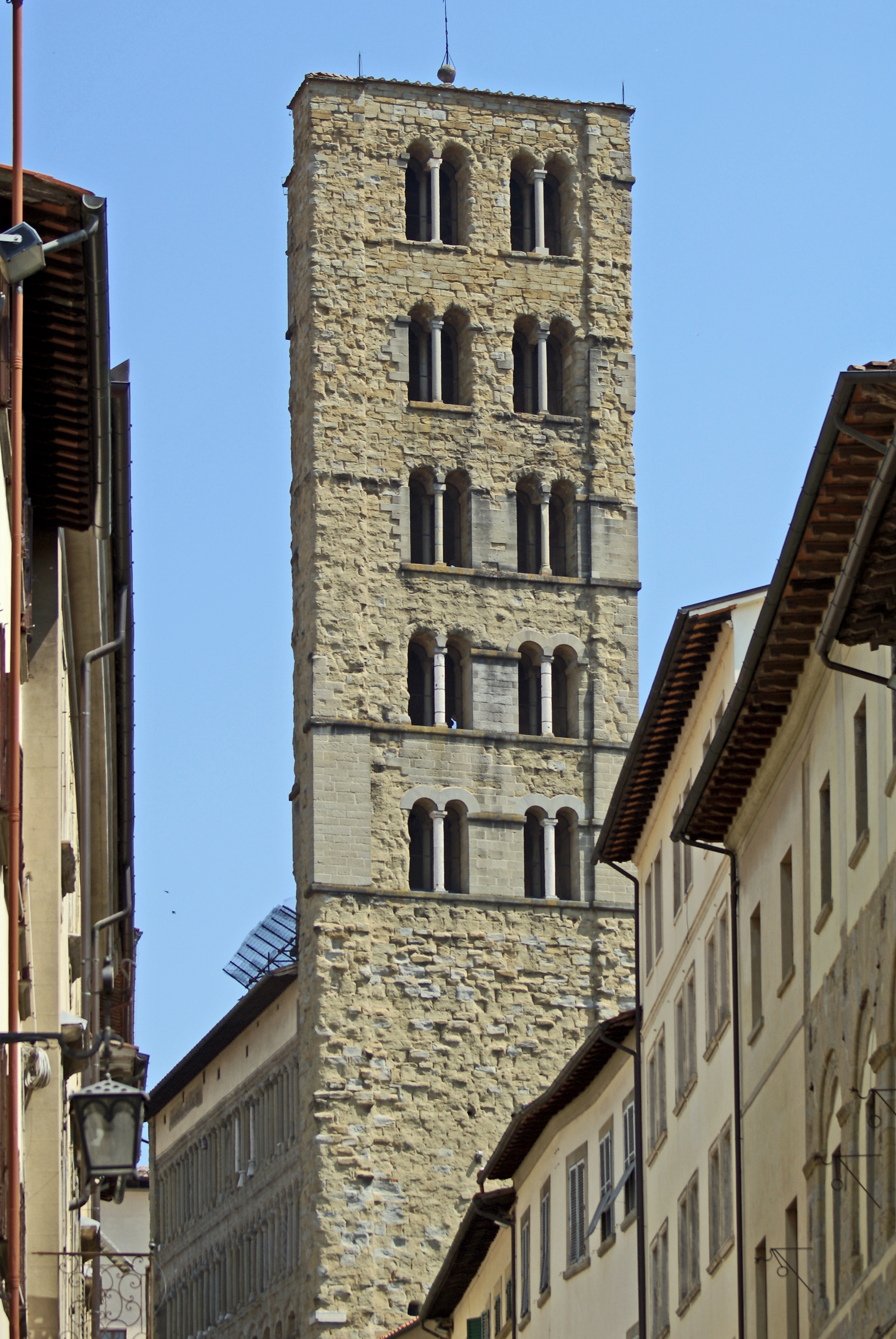
Le campanile « aux cent trous »

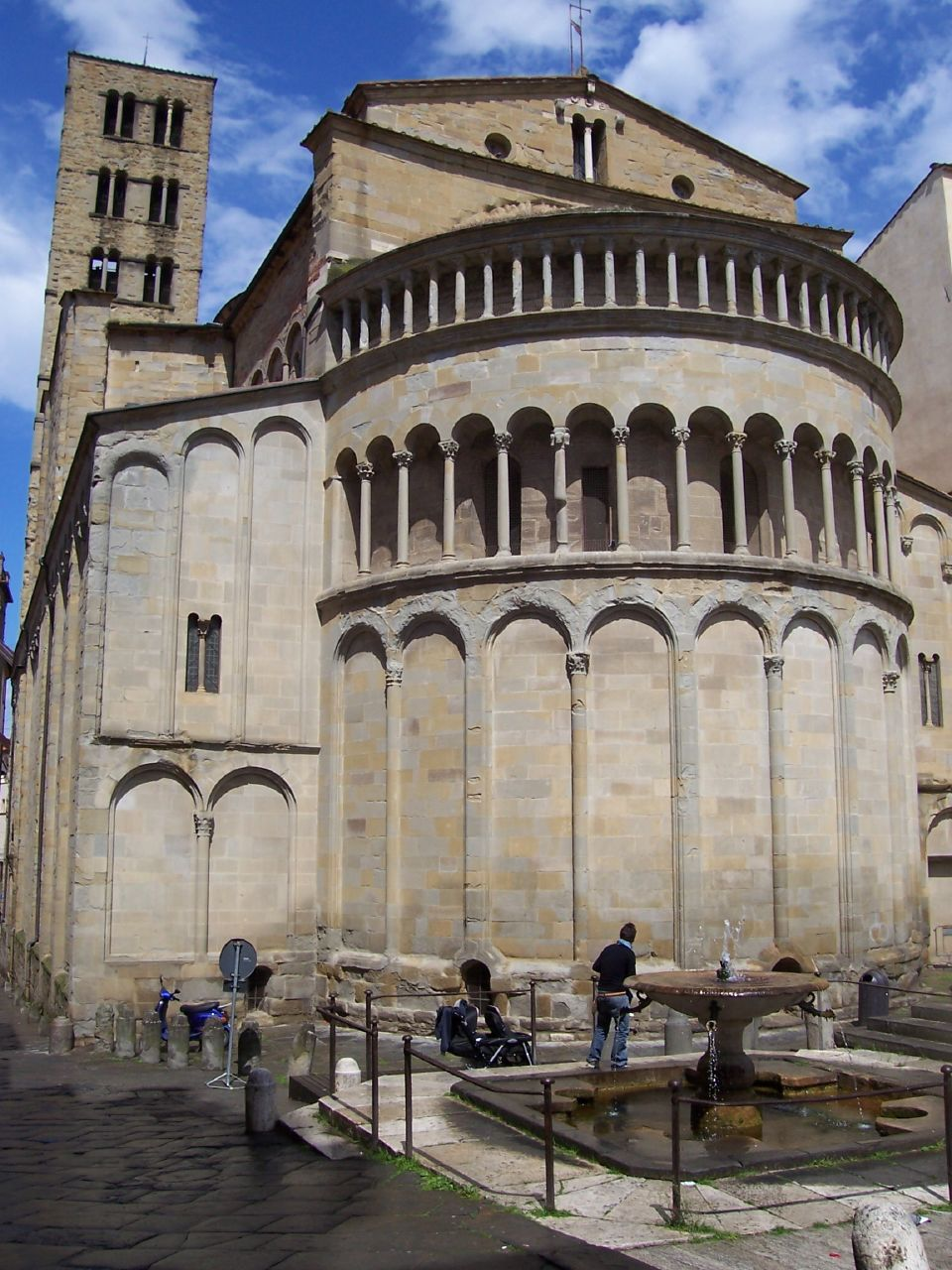
L'abside vue de l'extérieur

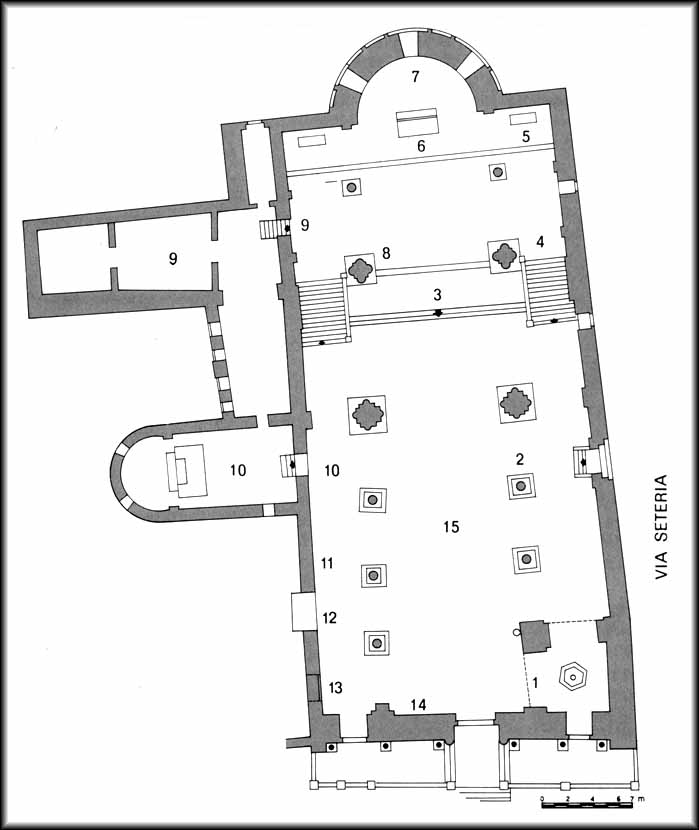
Plan de l'église

L'église Santa Maria della Pieve (La Pieve di Santa Maria Assunta o Santa Maria della Pieve ou encore plus simplement la Pieve) est une des églises d'Arezzo, la plus grande et la plus caractéristique par son campanile dit campanile dalle cento buche (« des cent trous ») entre le Corso Italia, la Via Seteria et la Piazza Grande.

## Histoire
Sa construction date des XIIe et XIIIe siècles au moment de l'établissement de la commune libre d'Arezzo.
Elle comporte initialement (XIIe siècle) les trois nefs, le presbytère surélevé et la crypte et à l'extérieur, une façade simple.
Au XIIIe siècle, sur la façade, sont rajoutées une série d'arcades, superposées depuis le premier étage, s'élevant sur trois niveaux de loggia, ensuite le tympan du portail est décoré de bas-reliefs, avec le nom de l'artiste et leur date de réalisation : 1216.
Le transept face au presbytère, les colonnes fasciculées, les chapelles, l'édicule, les fresques et les fonts baptismaux sont du Trecento et présage l'architecture gothique.
Des grands travaux de transformation de la Pieve furent réalisés par Giorgio Vasari en 1560.
Le maître-autel (transféré dans la Badia delle Sante Flora e Lucilla (it)) fut remplacé par celui de sa famille.

## Architecture
La façade donne sur le Corso Italia, très pentue, avec des loggias à colonnades à chaque niveau, de plus en plus étroites, qui donnent un effet illusionniste de perspective.
À l'opposé, l'extérieur de l'abside donne sur la Piazza Grande.

### Extérieur

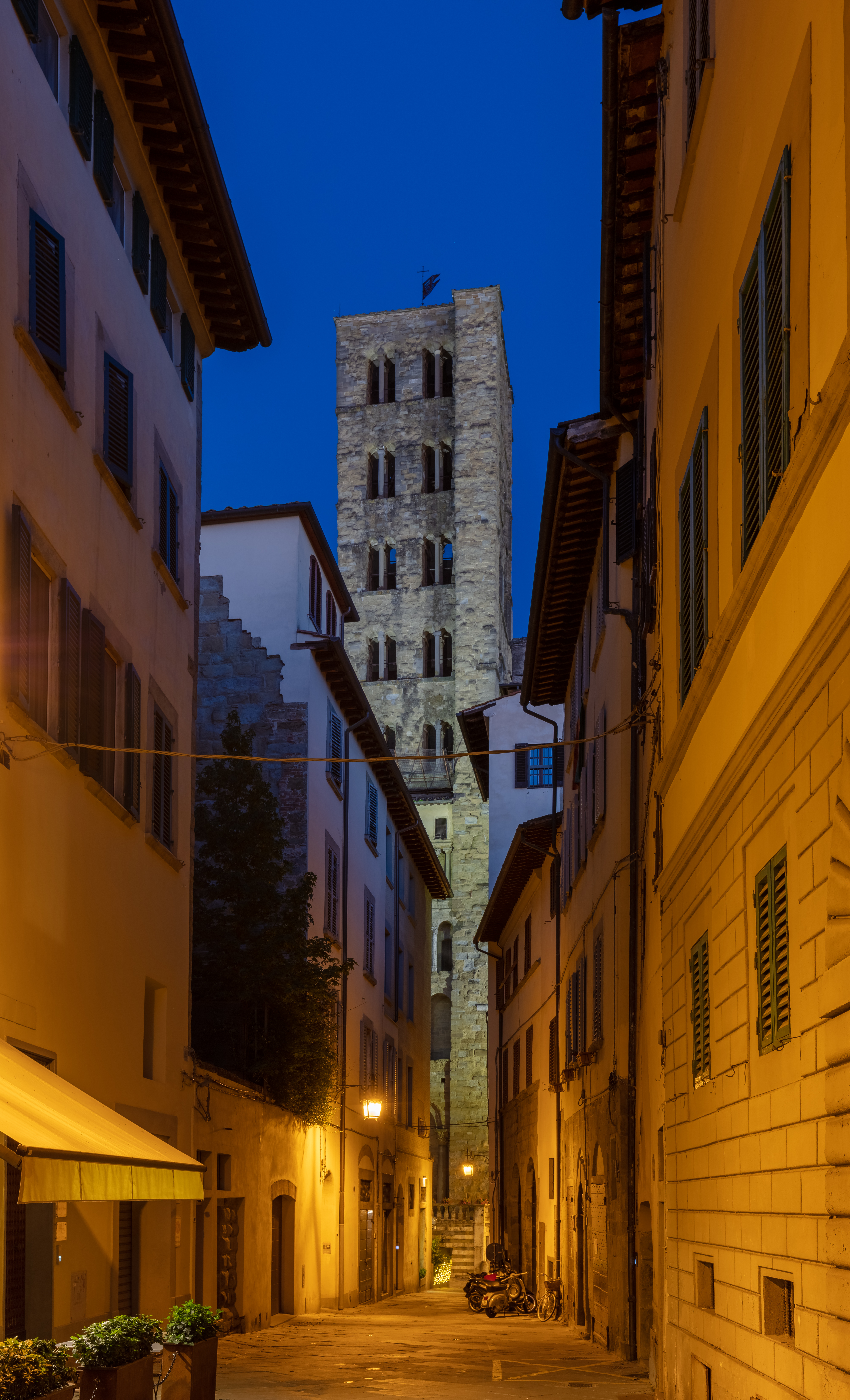
L'église depuis une des ruelles alentour. Septembre 2022.

Le style de la façade est celui du roman de Pise et de Lucques avec un portail décoré de sculptures de la Vierge orante parmi deux anges, les représentations allégoriques des mois de l'année.
Son campanile, dit « aux cent trous » à cause de ses (40) baies géminées, est exceptionnel et devenu le symbole de la ville.

### Intérieur
Son plan est asymétrique, à trois nefs séparées par des colonnes fasciculées, avec une chapelle absidiale, une chapelle à gauche, et un presbytère déporté. Le chœur surélevé sur la crypte, est accessible par deux escaliers à droite et à gauche.

## Œuvres
- Le polyptyque Tarlati du maître-autel de la Madone et des saints (Vergine col Bambino e i Santi Giovanni Evangelista, Donato, Giovanni Battista e Matteo) est de Pietro Lorenzetti (1320) pour l'évêque Guido Tarlati.
- Le reliquaire de San Donato, saint patron d'Arezzo, conservé dans la crypte (sous le chœur), en argent doré, avec des émaux translucides et des pierres précieuses, fut exécuté en 1346.
- Les bas-reliefs des fonts baptismaux (du Trecento), de forme hexagonale, qui représentent les Épisodes de la vie de saint Jean-Baptiste, sont une œuvre de Giovanni d'Agostino (1332-1333).
- Santi Francesco e Domenico, fresques d'un artiste giottesque du Trecento, attribué à Andrea di Nerio.
- Une Vierge en terre cuite polychrome de Michele da Firenze (it).

Œuvres déplacées :
- Un tableau de Federico Barocci, La Sainte Vierge du peuple (1575-1579), huile sur toile de 359 × 252 cm, commandée par la confrérie de Santa Maria della Misericordia d'Arezzo pour sa chapelle, est aujourd'hui conservée à la Galerie des Offices à Florence[1].

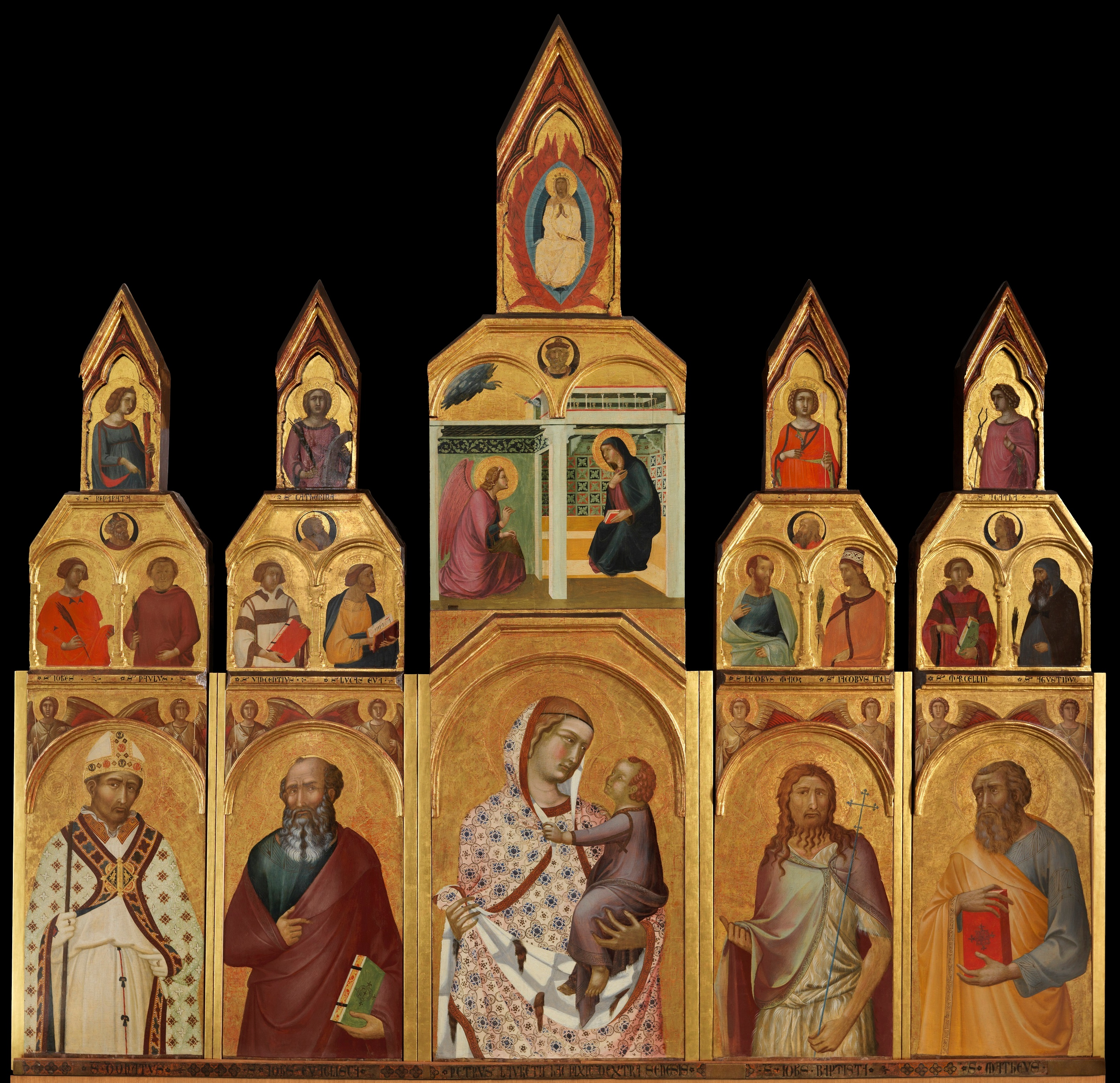
Polyptyque de Pietro Lorenzetti
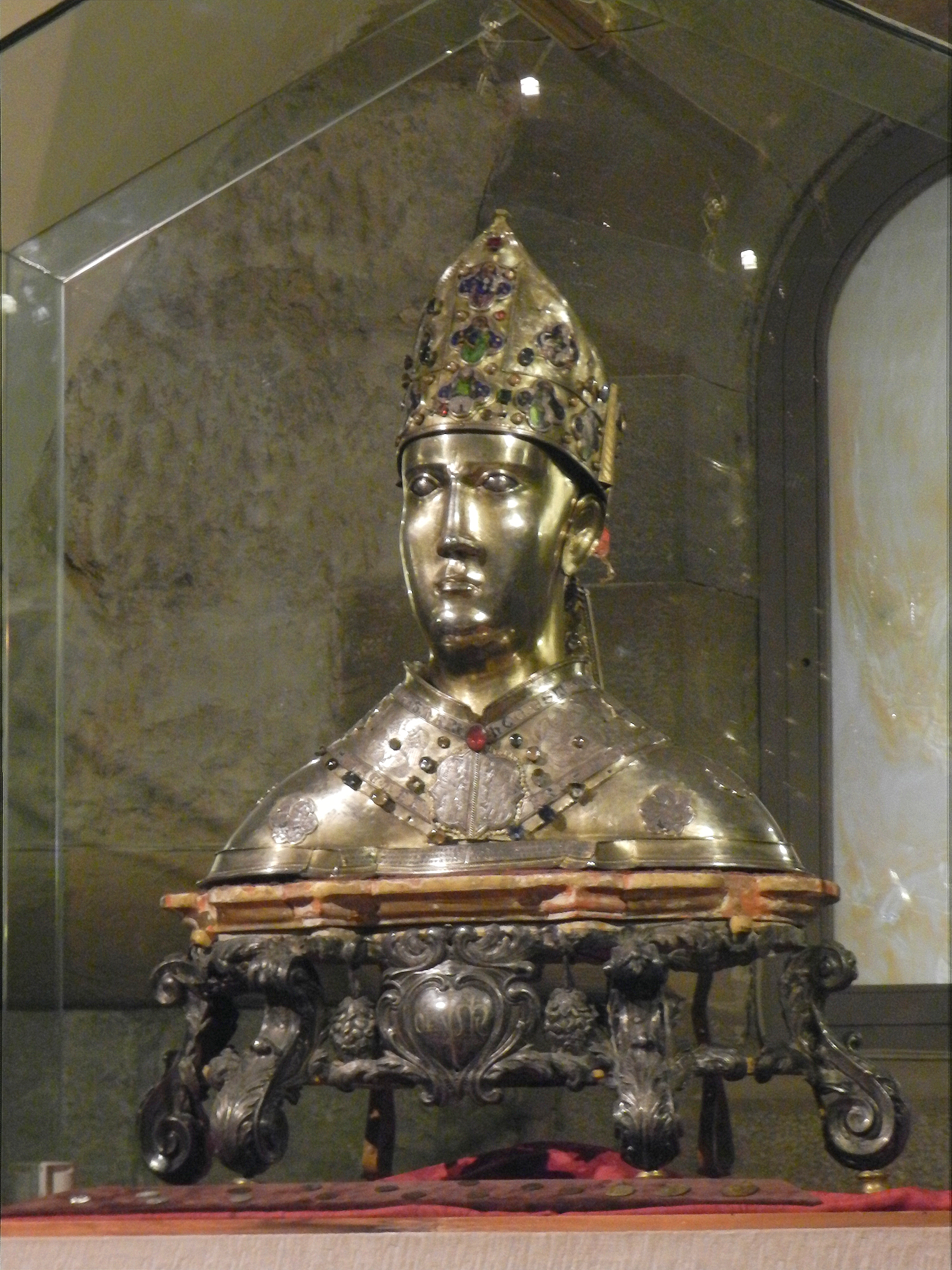
Reliquaire
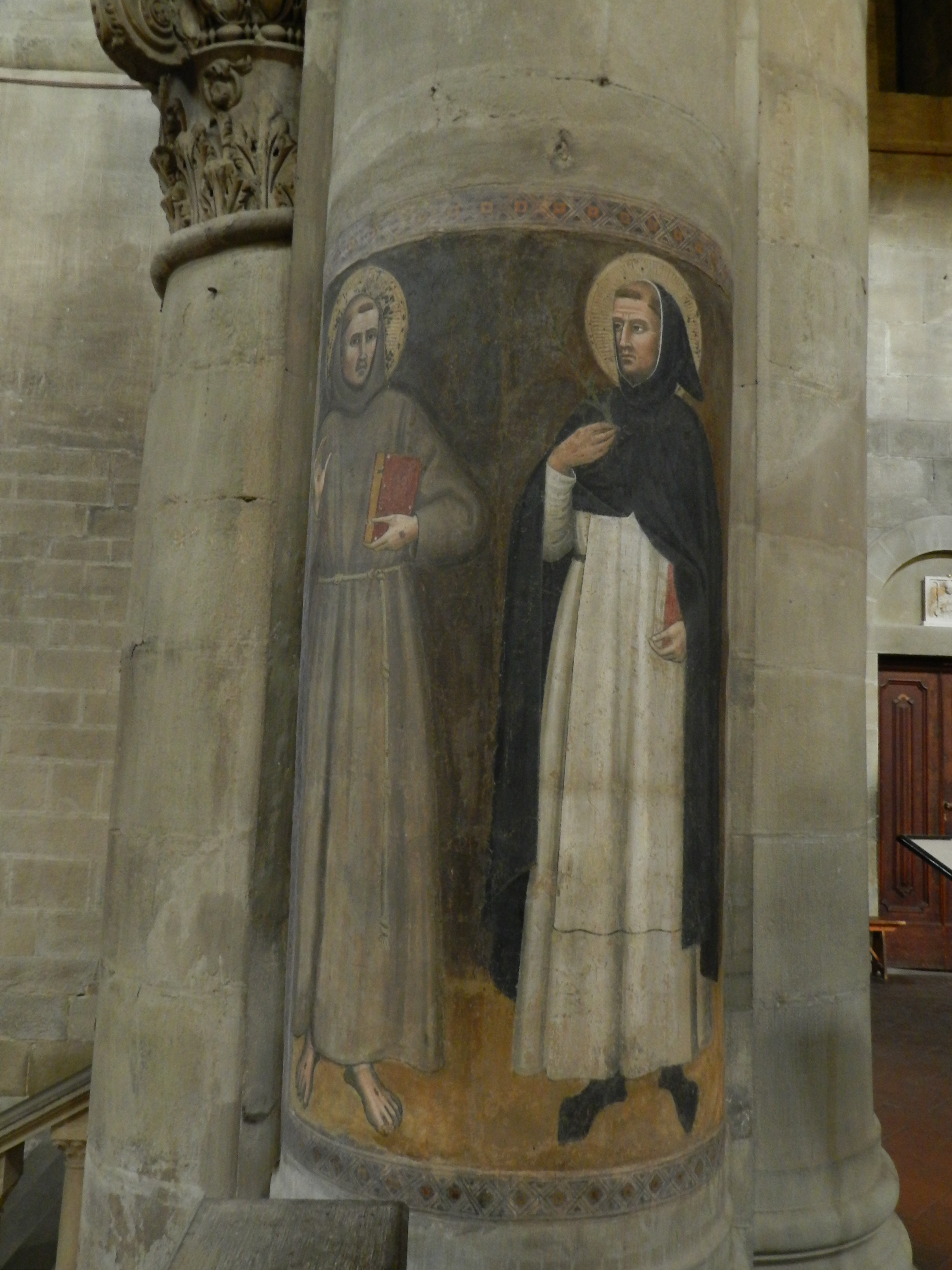
Saint François et Saint Dominique